# Borddans
Borddans är ett spiritistiskt fenomen, yttrande sig i att föremål, vanligen bord, rör sig utan någon utomstående påverkan och därigenom anses ge olika tecken och upplysningar som skall härstamma från avlidnas andar eller övernaturliga väsen.
Borddansen har gamla anor, redan den romerske historieskrivaren Ammianus Marcellinus berättar hur några personer genom borddans försökte utröna vem som skulle bestiga den östromerska kejsartronen och fick till svar "Theodoros". I medeltidens magi liksom i 1600- och 1700-talets ockultistiska forskningar spelade borddans en inte oväsentlig roll. Särskilt judarna anklagades för ägna sig åt fenomenet. I en 1614 utgiven skrift anklagade Samuel Frendz, en till kristendomen övergången jude sina forna trosförvanter för flera magiska konster, bland annat borddans. För att få veta framtiden församlade de sig, påstod han, omkring bord, och även om de var belastat med flera centners tyngd, höjde det sig i luften. Frendz tillskrev det djävulens inverkan. I en motskrift, utgiven av den judiske författaren Salomo Sebi, förklarar denne att det inte är något djävulverk eller trolldom utan kabbala, åstadkommen genom nämnande av heliga namn. 
Även i utomeuropeisk magi förekommer borddans. Om tibetanska lamas har berättas att de kunnat få bord att röra sig av sig själva och till och med kunnat upptäcka stulna föremål genom att följa bordets rörelser. Sitt moderna uppsving fick borddansen med den moderna spiritismens framträdande i början av 1850-talet.